# Duke University Women's Volleyball
La Duke University Women's Volleyball è la squadra pallavolo femminile appartenente alla Duke University, con sede a Durham (Carolina del Nord): milita nella Atlantic Coast Conference della NCAA Division I.

## Storia
Il programma di pallavolo femminile della Duke University viene fondato nel 1971 da Dorothy Spangler, sostituita nel 1974 da Emma Jean Howard: sotto la sua gestione le Blue Devils ottengono tre partizioni al torneo AIAW Division I. 
Nel 1980 il programma viene affidato a Jon Wilson e sotto la sua gestione le Blue Devils partecipano per l'ultima volta al torneo AIAW, prima di affiliarsi alla Atlantic Coast Conference della NCAA Division I: la sua gestione si conclude con sette titoli di conference e altrettante partecipazioni alla post-season, spingendosi fino alle Sweet sixteen nel 1993.
Dopo un quadriennio sotto la guida di Linda Grensing, nel 1999 il timone delle Blue Devils viene affidato a Jolene Nagel e con lei il programma centra altri quattro titoli di conference e si qualificano con buona continuità al torneo NCAA, spingendosi per la prima volta fino alle Elite Eight nel 2010. 

## Record
| Piazzamento          |    | Edizione                                                                                       |
| -------------------- | -- | ---------------------------------------------------------------------------------------------- |
| Tornei NCAA          | 30 | Elite Eight: 1 2010                                                                            |
| Tornei NCAA          | 30 | Sweet Sixteen: 1 1993                                                                          |
| Tornei NCAA          | 30 | Secondo turno: 7 1994, 2001, 2005, 2006, 2007, 2008, 2013                                      |
| Tornei NCAA          | 30 | Primo turno: 11 1984, 1985, 1986, 1991, 1992, 2000, 2002, 2009, 2011, 2014, 2018               |
| Titoli di conference | 11 | Atlantic Coast Conference: 11 1984, 1985, 1986, 1991, 1992, 1993, 1994, 2006, 2008, 2010, 2013 |

## Conference
- Atlantic Coast Conference: 1981-

## All-America

### Third Team
- Kellie Catanach (2010)
- Emily Sklar (2013)

## Allenatori
- Dorothy Spangler: 1971-1973
- Emma Jean Howard: 1974-1979
- Jon Wilson: 1980-1994
- Linda Grensing: 1995-1998
- Jolene Nagel: 1999-